# Masirana mizonokuchiensis
Masirana mizonokuchiensis là một loài nhện trong họ Leptonetidae.
Loài này thuộc chi Masirana. Masirana mizonokuchiensis được miêu tả năm 2005 bởi Irie & Ono.